# Orea (kommunhuvudort)
Orea är en kommunhuvudort i Spanien.   Den ligger i provinsen Provincia de Guadalajara och regionen Kastilien-La Mancha, i den centrala delen av landet, 170 km öster om huvudstaden Madrid. Orea ligger 1 502 meter över havet och antalet invånare är 263.
Terrängen runt Orea är lite kuperad. Runt Orea är det mycket glesbefolkat, med 7 invånare per kvadratkilometer. Närmaste större samhälle är Orihuela del Tremedal, 6,6 km öster om Orea. 